# Eustala cepina
Eustala cepina är en spindelart som först beskrevs av Charles Athanase Walckenaer 1842.  Eustala cepina ingår i släktet Eustala och familjen hjulspindlar. Inga underarter finns listade i Catalogue of Life.